# Anna Fiódorovna Vólkova
Anna Fiódorovna Vólkova (en rus, Анна Федоровна Волкова) (1800 - Sant Petersburg, 1876), va ser una química russa que treballava predominantment amb amides. Durant la dècada del 1860, va aprendre química a través de conferències públiques a la Universitat de Sant Petersburg. Va ser la primera dona a graduar-se com a química (1870), la primera dona membre de la Societat Russa de Química, la primera dona russa a publicar un treball de química, i es considera què és la primera dona que va publicar la seva pròpia investigació química des d'un laboratori químic modern.
A partir de 1869, va treballar al laboratori d'Alexander Engelhardt. Va dirigir cursos pràctics per a dones estudiants de Sant Petersburg sota la tutela de Dmitri Mendeleiev. El 1870, va ser la primera farmacèutica a preparar l'àcid p-toluesulfònic pur i el seu clorur d'acil i amida. També va ser la primera a preparar el fosfat p-tricresil, un component d'un plastificant important actualment, a partir del p-cresol.
Alguns dels compostos químics sintètics que va preparar van ser introduïts per Rússia a l'Exposició Industrial Internacional de Londres de 1876.

## Eponímia
El 1985, la UAI va anomenar Volkova un cràter de Venus en honor seu.